# Bujantes
Bujantes o San Pedro de Bujantes (llamada oficialmente San Pedro de Buxantes) es una parroquia española del municipio de Dumbría, en la provincia de La Coruña, Galicia.

## Entidades de población
Entidades de población que forman parte de la parroquia:
- Anseán
- A Pelexa
- Brazal (O Brazal)
- Busto
- Carballa (A Carballa)
- Carboal (O Carboal)
- Casanova (A Casanova)
- Castro
- Cerbán (Cerván)
- Figueiroa
- Filgueira (A Filgueira)
- Gestosa (Xestosa)
- Iglesia (A Grixa)
- Martín
- Miñóns
- Vilar
- Vilar de Paraíso

## Despoblado
Despoblado que forma parte de la parroquia:
- Teixoeiras (As Teixoeiras)

## Demografía
| Gráfica de evolución demográfica de Bujantes entre 2000 y 2019 |
|                                                                |
| Datos según el nomenclátor publicado por el INE.               |

## Patrimonio
En Brazal se encuentra un lugar muy emblemático: es la llamada A Pedra Cabalgada, una curiosidad de la naturaleza, ya que son dos enormes piedras, sorteando el equilibrio y el tiempo desde hace miles de años. También en Buxantes está ubicada la Iglesia de San Pedro, de arquitectura barroca y construida en el siglo XVIII, destaca la torre del campanario, cuya construcción se atribuye a Domingo Antonio de Andrade.

## Galería de imágenes

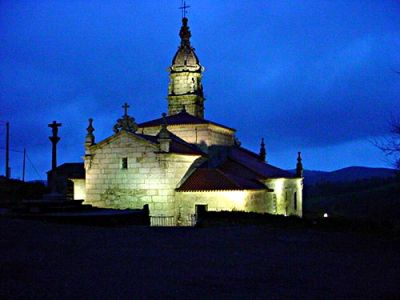
Iglesia de San Pedro de Buxantes.
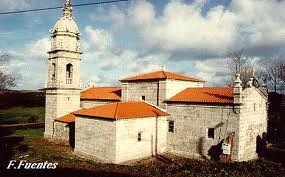
San Pedro de Buxantes.
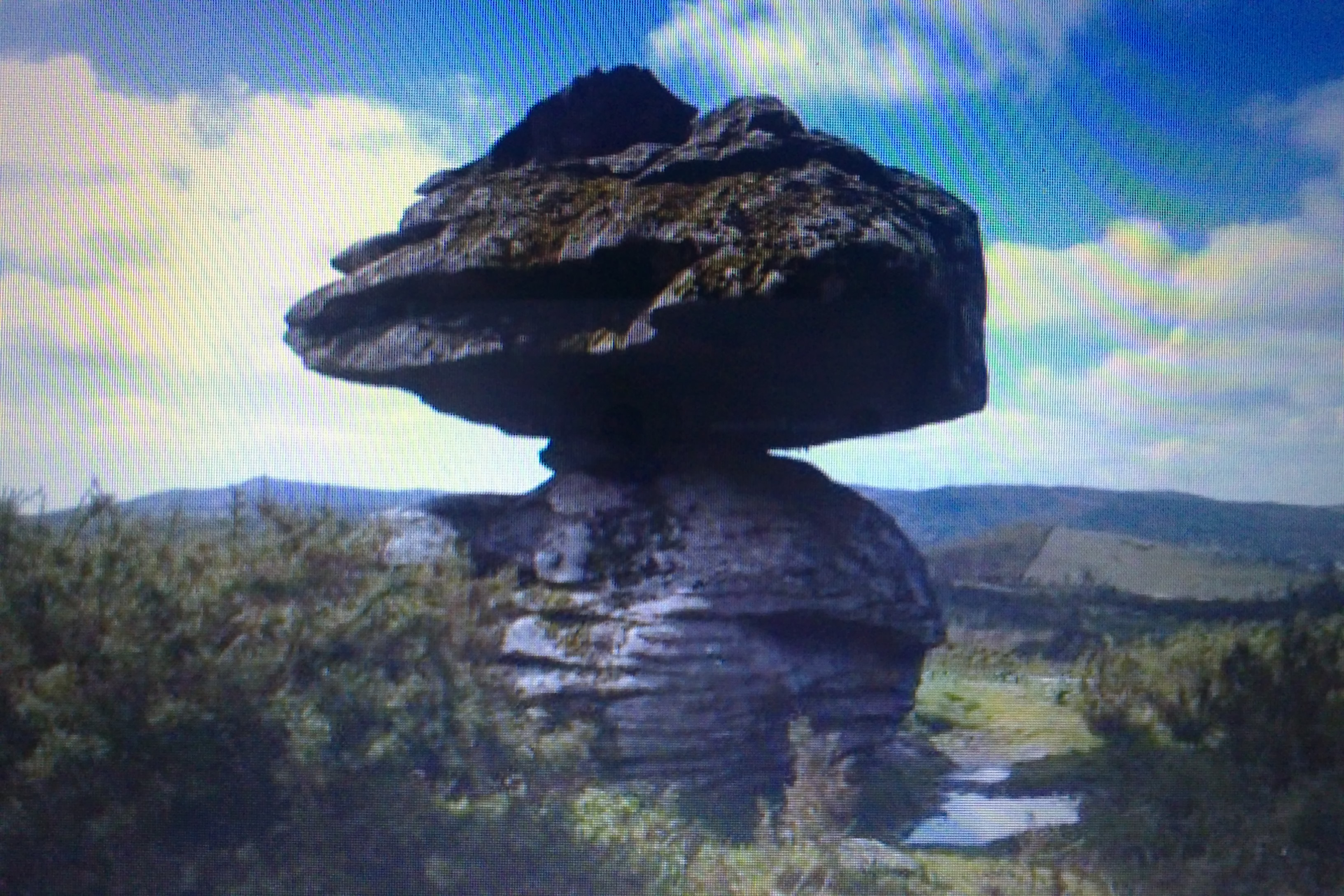
Pedra Cabalgada.